# Список вулиць Харкова (В)
| Назва                 | Тип   | Довжина, м | Колишні назви                                                                             | Район(и)                     | Місцевість                                 |
| --------------------- | ----- | ---------- | ----------------------------------------------------------------------------------------- | ---------------------------- | ------------------------------------------ |
| Вагнера               | вул.  | 710        |                                                                                           | Салтівський                  | Стара Салтівка                             |
| Вагонна               | вул.  | 610        | Залізнична                                                                                | Новобаварський               | Новожанове, Новоселівка                    |
| Вадима Манька         | вул.  |            | Чкалова                                                                                   | Київський                    |                                            |
| Вакулівська           | вул.  | 300        |                                                                                           | Холодногірський              | Іванівка                                   |
| Валерія Дейнеки       | вул.  | 160        | Клинська                                                                                  | Шевченківський               | Павлове Поле                               |
| Валерія Петросова     | вул.  |            | частина Конторської вулиці                                                                | Новобаварський               | Залопань, Гончарівка, Новожанове           |
| Валентинівська        | вул.  | 4040       | Газова, Блюхера                                                                           | Київський Салтівський        | Салтівка                                   |
| Валерія Романовського | вул.  | 885        | Доватора                                                                                  | Новобаварський               | Новоселівка                                |
| Валер'янівська        | вул.  | 1440+310   |                                                                                           | Новобаварський Основ'янський | Заїківка, Москалівка                       |
| Валер'янівський       | пров. | 215        |                                                                                           | Основ'янський                | Заїківка                                   |
| Валківський           | пров. | 240        | Комсомольський                                                                            | Холодногірський              | Гиївка                                     |
| Ванди Биневської      | пров. | 80         |                                                                                           | Немишлянський                | Немишля                                    |
| Вантажна              | вул.  | 510        | Обоянська                                                                                 | Основ'янський                | Качанівка, Верещаківка                     |
| Варварівська          | вул.  | 425        |                                                                                           | Салтівський                  | Рашкіна Дача                               |
| Варениківський        | пров. | 260        | Борисівський                                                                              | Холодногірський              | Гиївка                                     |
| Варненська            | пров. | 120        | Бадаєва                                                                                   | Салтівський                  | Ахієзерів                                  |
| Варсавинська          | вул.  | 1060       | Осетинська                                                                                | Холодногірський              | Лиса Гора                                  |
| Вартових Неба         | вул.  |            | Тобольська                                                                                | Шевченківський               |                                            |
| Варшавський           | пров. | 265        |                                                                                           | Холодногірський              | Гиївка                                     |
| Василівський          | пров. | 320        | Докучаєва                                                                                 | Холодногірський              | Залютине                                   |
| Васильєва             | вул.  |            |                                                                                           | Київський                    | Велика Данилівка                           |
| Васильєва             | в-д   |            |                                                                                           | Київський                    | Велика Данилівка                           |
| Васильєва             | пров. |            |                                                                                           | Київський                    | Велика Данилівка                           |
| Васильківський        | пров. | 335        |                                                                                           | Київський                    | Журавлівка                                 |
| Васильківського       | вул.  |            |                                                                                           | Київський                    |                                            |
| Василя Вишиваного     | вул.  | 1640       | Багратіона                                                                                | Немишлянський                | Ново-Західний, ХТЗ                         |
| Василя Клочкова       | вул.  | 440        |                                                                                           | Індустріальний               |                                            |
| Василя Мельникова     | вул.  | 400        | Межлаука                                                                                  | Немишлянський                | Селекційна, Нові Будинки                   |
| Василя Стуса          | вул.  | 1870       | Механізаторська                                                                           | Салтівський                  | Салтівка                                   |
| Васищевська           | вул.  |            | Безлюдівська                                                                              | Індустріальний               | Рогань                                     |
| Ващенківський         | в-д   | 190        |                                                                                           | Основ'янський                | Левада                                     |
| Ващенківський         | пров. | 495        | Першого Пролетарського Полку                                                              | Основ'янський                | Левада                                     |
| Велика Гончарівська   | вул.  | 1320       |                                                                                           | Новобаварський               | Гончарівка, Карпівка                       |
| Велика Данилівська    | вул.  | 925        | Данилівська                                                                               | Київський                    | Журавлівка                                 |
| Велика Жихорська      | вул.  | 4200       | Желєзнякова                                                                               | Основ'янський                | Жихор                                      |
| Велика Кільцева       | вул.  | 1540       |                                                                                           | Індустріальний               | Обрій, Рогань                              |
| Велика Панасівська    | вул.  | 6520       | Велика Панасівська, Котлова                                                               | Холодногірський              | Залопань, Панасівка, Іванівка, Сортувальня |
| Великий Данилівський  | пров. | 300        |                                                                                           | Київський                    | Журавлівка                                 |
| Велишевська вулиця    | вул.  |            |                                                                                           | Новобаварський               | Лідне                                      |
| Велишевський          | пров. |            |                                                                                           | Новобаварський               | Лідне                                      |
| Велозаводська         | вул.  | 1840       |                                                                                           | Немишлянський                | Східна Салтівка, Немишля, ХТЗ              |
| Велозаводський        | пров. | 350        |                                                                                           | Немишлянський                | Немишля                                    |
| Велозаводський        | пр-д  | 625        |                                                                                           | Немишлянський                | Немишля, ХТЗ                               |
| Венгеровського        | вул.  |            |                                                                                           | Індустріальний               | ХТЗ                                        |
| Вербицька             | вул.  |            |                                                                                           | Немишлянський                | Кулиничі                                   |
| Вербна                | вул.  |            |                                                                                           | Холодногірський              |                                            |
| 1-й Вербний           | пров. |            |                                                                                           | Холодногірський              |                                            |
| 2-й Вербний           | пров. |            |                                                                                           | Холодногірський              |                                            |
| 3-й Вербний           | пров. |            |                                                                                           | Холодногірський              |                                            |
| Вербова               | вул.  | 90         |                                                                                           | Слобідський                  | Качанівка                                  |
| Вересова              | вул.  |            |                                                                                           | Київський                    |                                            |
| Верещаківський        | пр-д  | 490        | вулиця Червоного Міліціонера                                                              | Основ'янський                | Верещаківка                                |
| Вернадського          | вул.  | 730        |                                                                                           | Основ'янський                | Левада, Захарків                           |
| Верстатна             | вул.  | 1620       |                                                                                           | Індустріальний               | Східний                                    |
| Верстатний            | пров. | 945        |                                                                                           | Індустріальний               | Східний                                    |
| 1-й Верстатний        | в-д   | 405        |                                                                                           | Індустріальний               | Східний                                    |
| 2-й Верстатний        | в-д   | 540        |                                                                                           | Індустріальний               | Східний                                    |
| 3-й Верстатний        | в-д   | 420        |                                                                                           | Індустріальний               | Східний                                    |
| 4-й Верстатний        | в-д   | 515        |                                                                                           | Індустріальний               | Східний                                    |
| Верстатобудівна       | вул.  | 730        |                                                                                           | Індустріальний               | ХТЗ                                        |
| Верхівський           | пров. | 575        |                                                                                           | Холодногірський              | Залізничний вокзал                         |
| Верхній               | пров. | 215        |                                                                                           | Новобаварський               | Лідне, Нова Баварія                        |
| Верхній               | в-д   |            |                                                                                           | Новобаварський               |                                            |
| 1-й Верхній           | пр-д  | 130        |                                                                                           | Новобаварський               | Лідна                                      |
| Верхньогиївський      | в-д   | 60         |                                                                                           | Холодногірський              | Гиївка                                     |
| Верхня Гиївська       | вул.  | 2510       |                                                                                           | Холодногірський              | Гиївка, Холодна Гора                       |
| Верхня Рибальська     | вул.  |            |                                                                                           | Холодногірський              |                                            |
| Верховинський         | пров. | 135        | Робесп'єра                                                                                | Холодногірський              | Лиса Гора                                  |
| Весела                | вул.  | 685        |                                                                                           | Шевченківський               | Павлівка                                   |
| Веселий               | пров. | 255        |                                                                                           | Київський                    | Велика Данилівка                           |
| Весільна              | вул.  | 915        | Мічуріна                                                                                  | Основ'янський                | Жихор                                      |
| Весніна               | вул.  | 1100       | Новопрокладена                                                                            | Київський                    | Нагірний                                   |
| Весняна               | вул.  | 225        |                                                                                           | Салтівський                  | Велика Данилівка                           |
| Весняний              | в-д   | 225        |                                                                                           | Салтівський                  | Велика Данилівка                           |
| Весняний              | пров. | 225        |                                                                                           | Салтівський                  | Тюрінка                                    |
| Вечірній              | в-д   | 110        | Крилова                                                                                   | Новобаварський               | Нова Баварія                               |
| Виборна               | вул.  | 425        |                                                                                           | Немишлянський                | Стара Салтівка                             |
| Виборний              | пров. | 155        |                                                                                           | Немишлянський                | Стара Салтівка                             |
| Виконкомівська        | вул.  | 1190       |                                                                                           | Новобаварський               | Новоселівка                                |
| Виконкомівський       | в-д   | 45         |                                                                                           | Новобаварський               | Новоселівка                                |
| Виконкомівський       | пров. | 190        |                                                                                           | Новобаварський               | Новоселівка                                |
| Винахідницький        | пров. |            |                                                                                           | Київський                    |                                            |
| Винниченка            | вул.  |            |                                                                                           | Київський                    | Велика Данилівка                           |
| Виноградна            | вул.  | 795        | Дудниківська, Акіма Дудника                                                               | Холодногірський              | Лиса Гора                                  |
| Виноградний           | пров. | 230        | Дудниківський                                                                             | Холодногірський              | Лиса Гора                                  |
| Виробнича             | вул.  | 425        |                                                                                           | Немишлянський                | Немишля                                    |
| Високовольтна         | вул.  | 1300       |                                                                                           | Немишлянський                | Ново-Західний                              |
| Високовольтний        | пров. | 220        |                                                                                           | Немишлянський                | Ново-Західний                              |
| Високовольтний        | пр-д  | 150        |                                                                                           | Немишлянський                | Ново-Західний                              |
| 1-й Високовольтний    | в-д   | 75         |                                                                                           | Немишлянський                | Ново-Західний                              |
| 2-й Високовольтний    | в-д   | 60         |                                                                                           | Немишлянський                | Ново-Західний                              |
| Високогірна           | вул.  | 1300       |                                                                                           | Немишлянський                | Немишля                                    |
| Високогірний          | пр-д  | 125        |                                                                                           | Немишлянський                | Немишля                                    |
| 1-й Високогірний      | пр-д  | 120        |                                                                                           | Немишлянський                | Немишля                                    |
| 2-й Високогірний      | пр-д  | 120        |                                                                                           | Немишлянський                | Немишля                                    |
| 3-й Високогірний      | пр-д  | 120        |                                                                                           | Немишлянський                | Немишля                                    |
| 4-й Високогірний      | пр-д  | 125        |                                                                                           | Немишлянський                | Немишля                                    |
| Високогірний          | пров. | 345        |                                                                                           | Немишлянський                | Немишля                                    |
| Височинська           | вул.  | 225        |                                                                                           | Київський                    | Тюрінка                                    |
| Вишнева               | вул.  | 845        | Ващенківська                                                                              | Слобідський                  | Качанівка                                  |
| Вишневий              | в-д   | 195        |                                                                                           | Слобідський                  | Качанівка                                  |
| Вишневий              | пров. | 330        |                                                                                           | Слобідський                  |                                            |
| Вівсяний              | пров. | 220        |                                                                                           | Холодногірський              | Лиса Гора                                  |
| Відрадна              | вул.  |            |                                                                                           | Шевченківський               |                                            |
| Відрадненський        | пр-д  |            |                                                                                           | Шевченківський               |                                            |
| Відрадний             | пров. |            |                                                                                           | Шевченківський               |                                            |
| 1-й Відрадний         | пров. |            |                                                                                           | Шевченківський               |                                            |
| 2-й Відрадний         | пров. |            |                                                                                           | Шевченківський               |                                            |
| Відродження           | вул.  | 810        |                                                                                           | Немишлянський                | Немишля                                    |
| Відродження           | пров. | 285        |                                                                                           | Немишлянський                | Немишля                                    |
| Візерункова           | вул.  | 310        | Полежаєва                                                                                 | Немишлянський                | Немишля                                    |
| Військова             | вул.  | 650        | Єнінська                                                                                  | Основ'янський                | Захарків, Попова Левада                    |
| Віктора Афанасьєва    | вул.  |            |                                                                                           | Індустріальний               | Рогань                                     |
| Віленський            | пров. | 150        |                                                                                           | Салтівський                  |                                            |
| Вільна                | вул.  | 150        |                                                                                           | Основ'янський                | Заїківка                                   |
| Вільного Козацтва     | пров. | 830        | Озерний, Аральський, Ангарський                                                           | Київський                    | Велика Данилівка                           |
| Вільхівський          | пров. | 265        |                                                                                           | Новобаварський               | Перемога                                   |
| Вінницький            | пров. | 280        |                                                                                           | Холодногірський              | Іванівка                                   |
| Віражна               | вул.  | 390        |                                                                                           | Київський                    | Вилика Данилівка                           |
| Віри Холодної         | пров. |            | Яблочкіна                                                                                 | Немишлянський                | Новозахідний                               |
| Віринська             | вул.  | 1100       |                                                                                           | Київський Салтівський        | Рашкіна Дача, Тюрінка                      |
| Вірменський           | пров. | 460        | Короткий                                                                                  | Основ'янський                | Центр, Поділ                               |
| Вітебська             | вул.  | 270        | Старо-М'ясницька, Сталінської Конституції                                                 | Холодногірський              | Сортувальня                                |
| Вітрильний            | пров. | 120        | Каляєва                                                                                   | Новобаварський               | Холодна Гора                               |
| Вітряний              | пров. | 350        | Алтайський                                                                                | Салтівський                  |                                            |
| Владислава Зубенка    | вул.  |            | Тимурівців                                                                                | Салтівський                  |                                            |
| Власенка              | вул.  | 530        | Мирський Гай                                                                              | Новобаварський               | Мирський Гай, Новожанове                   |
| Власівський           | пров. | 380        |                                                                                           | Слобідський                  | Металіст, Кінний ринок                     |
| Вовчанська            | вул.  | 470        |                                                                                           | Салтівський                  | Стара Салтівка                             |
| Водогінна             | вул.  | 450        | Поздовжня вулиця, 2-га Поздовжня вулиця, Сталінградський провулок, Таволжанський провулок | Немишлянський                | Немишля                                    |
| Водолазька            | вул.  |            |                                                                                           | Слобідський                  | Горбані                                    |
| Вознесенська          | вул.  | 340        | Немишлянська, Дворянський провулок, Вознесенська вулиця, вулиця Фейєрбаха                 | Салтівський                  | Захарків                                   |
| Вокзальна             | вул.  | 1500       |                                                                                           | Основ'янський                | Основа                                     |
| Волинська             | вул.  | 890        | Лермонтовська                                                                             | Основ'янський                | Основа, Одеська                            |
| Волинський            | пров. | 190        |                                                                                           | Основ'янський                |                                            |
| Волноваський          | в-д   |            | Московський                                                                               | Новобаварський               | Липовий Гай                                |
| Володимира Вакуленка  | вул.  | 860        | Невельська                                                                                | Немишлянський                | Ново-Західний                              |
| Володимира Пасічника  | вул.  |            | Толбухіна                                                                                 | Шевченківський               |                                            |
| Володимира Івасюка    | вул.  | 720        | Онєжська, Волховська                                                                      | Салтівський                  | Стара Салтівка                             |
| Володимира Радченка   | в-д   | 60         | Культкомівський                                                                           | Новобаварський               | Новоселівка                                |
| Володимира Сосюри     | вул.  | 610        | Кіквідзе                                                                                  | Основ'янський                | Жихор                                      |
| Володимира Сосюри     | пров. | 125        | Кіквідзе                                                                                  | Основ'янський                | Жихор                                      |
| Володимира Усенка     | пров. | 60         | Соціалістичний                                                                            | Холодногірський              | Холодна Гора                               |
| Володимирська         | вул.  | 870        |                                                                                           | Новобаварський               | Москалівка                                 |
| Володі Дубініна       | пров. | 310        |                                                                                           | Київський                    | Велика Данилівка                           |
| Воложанівська         | вул.  | 1050       |                                                                                           | Новобаварський               | Холодна Гора                               |
| Волонтерська          | вул.  | 2230       | Соціалістична                                                                             | Холодногірський              | Гиївка, Холодна Гора                       |
| Волосна               | вул.  | 310        | Ногіна                                                                                    | Новобаварський               | Новожанове                                 |
| Волосний              | пров. |            | Ногіна                                                                                    | Новобаварський               |                                            |
| Волошинський          | пров. | 225        |                                                                                           | Холодногірський              | Лиса Гора                                  |
| Волошкова             | вул.  |            |                                                                                           | Немишлянський                | Східна Салтівка                            |
| Вольовий              | пров. | 160        | 2-й Орський                                                                               | Шевченківський               | Павлове Поле                               |
| Воробйова             | вул.  | 285        | Скрипницька, Люботинська                                                                  | Київський                    | Центр                                      |
| Воронівська           | вул.  | 815        | Салтикова-Щедріна                                                                         | Холодногірський              | Сортувальня                                |
| Ворсклинська          | вул.  | 260        | Єнісейська                                                                                | Індустріальний               |                                            |
| Воскобійницька        | вул.  |            |                                                                                           | Немишлянський                | Східна Салтівка                            |
| Воскобійницький       | пров. |            |                                                                                           | Немишлянський                | Східна Салтівка                            |
| Воскобійницький       | пр-д  |            |                                                                                           | Немишлянський                | Східна Салтівка                            |
| Воскресенська         | вул.  | 740        | Урицького                                                                                 | Основ'янський                | Москалівка, Нетеча, Левада                 |
| Воскресенський        | пров. | 180        | Урицького                                                                                 | Основ'янський                | Москалівка                                 |
| Восьмого Березня      | вул.  | 115        |                                                                                           | Холодногірський              | Панасівка                                  |
| Врубеля               | вул.  | 1560       | Луначарського                                                                             | Новобаварський               | Нова Баварія                               |
| Всеволода Нестайка    | вул.  | 1070       | Васнецова                                                                                 | Немишлянський                | Ново-Західний                              |
| Всеволода Татькова    | вул.  | 490        | Борзенка                                                                                  | Холодногірський              | Залютине                                   |
| Вугледарський         | пров. | 250        | 2-й Омський                                                                               | Київський                    | Журавлівка                                 |
| Вузлова               | вул.  | 360        | Балашовська                                                                               | Слобідський                  |                                            |
| В'ялівський           | пров. |            |                                                                                           | Київський                    | Велика Данилівка                           |
| В'ячеслава Чорновола  | вул.  | 730        | Цукрозаводська                                                                            | Шевченківський               | Павлівка                                   |